# 加瓦尔东
加瓦尔东，是西班牙卡斯蒂利亚-拉曼恰昆卡省的一个市镇。总面积84平方公里，总人口202人（2001年），人口密度2人/平方公里。